# Narthecium californicum
Espèce
Narthecium californicum est une espèce de plantes monocotylédones de la famille des Nartheciaceae.